# Truebella
A Truebella a kétéltűek (Amphibia) osztályába, a békák (Anura) rendjébe és a varangyfélék (Bufonidae) családjába tartozó nem.

## Előfordulása
A nembe tartozó fajok Peruban honosak.

## Rendszerezés
A nembe az alábbi fajok tartoznak:
- Truebella skoptes Graybeal & Cannatella, 1995
- Truebella tothastes Graybeal & Cannatella, 1995